# Euxoa texana
Euxoa texana là một loài bướm đêm trong họ Noctuidae.